# ريكورديد ميوزك إن زيت
ريكورديد ميوزك إن زيت (بالإنجليزية: Recorded Music NZ)‏ هي منظمة غير ربحية لإنتاج التسجيلات، تراقب هذه المنظمة بيع التسجيلات الموسيقية من الأغاني والألبومات هناك وتضع إسبوعياً جدول لأفضل الأغاني والألبومات من حيث تحقيق الشهرة والمبيعات، كما تقوم المنظمة بالإشراف في توزيع جوائز الموسيقى النيوزلندية كل سنة، تأسست هذه المنظمة في سنة 1972 ويقع مقرها في مدينة أوكلاند في نيوزيلندا.

## وصلات خارجية
- الموقع الرسمي